# Kemantan Agung
Kemantan Agung is een bestuurslaag in het regentschap Kerinci van de provincie Jambi, Indonesië. Kemantan Agung telt 791 inwoners (volkstelling 2010).